# Helminthosporium asterinum
Helminthosporium asterinum är en svampart som beskrevs av Cooke 1878. Helminthosporium asterinum ingår i släktet Helminthosporium och familjen Massarinaceae.   Inga underarter finns listade i Catalogue of Life.